# Starîi Irjaveț, Orjîțea
Starîi Irjaveț (în ucraineană Старий Іржавець) este localitatea de reședință a comunei Starîi Irjaveț din raionul Orjîțea, regiunea Poltava, Ucraina.

## Demografie
Componența lingvistică a localității Starîi Irjaveț
     Ucraineană (97,49%)
     Rusă (1,92%)
Conform recensământului din 2001, majoritatea populației localității Starîi Irjaveț era vorbitoare de ucraineană (97,49%), existând în minoritate și vorbitori de rusă (1,92%).